# Альварадо, Эдсон
Эдсон Антонио Альвардо Гарсия (исп. Edson Antonio Alvarado Garcia; родился 27 сентября 1975 года в Мехико, Мексика) — мексиканский футболист, центральный полузащитник. Известен по выступлениям за"Некаксу" и сборную Мексики. Участник Олимпийских игр 1996 года в Атланте.

## Клубная карьера
Альвардо начал карьеру в клубе «Некакса». 9 августа 1994 года в матче против «Толуки» он дебютировал в мексиканской Примере. 21 октября 1995 года в поединке против «Атласа» Эдсон забил свой первый гол за «Некаксу». В составе клуба Альвардо дважды выиграл чемпионат и завоевал Кубок и трофей Чемпион чемпионов Мексики. В 1998 году он перешёл в УАНЛ Тигрес, где провёл один сезон. После того, как Эдсон покинул стан «тигров», он без особого успеха выступал за «Монтеррей», «Сантос Лагуна» и «Эстудиантес Текос». В 2002 году Альвардо вернулся в «Некаксу», но реанимировать карьеру не смог. В 2003 году он завершил карьеру в клубе «Лагартос де Табаско».

## Международная карьера
16 ноября 1996 года в отборочном матче чемпионата мира 1998 против сборной Ямайки Альвардо дебютировал в сборной Мексики. В том же году в составе олимпийской сборной Мексики Эдсон принял участие в Олимпийских играх в Атланте. На турнире он был запасным и на поле не вышел.

## Достижения
Клубные
 «Некакса»
- Чемпионат Мексики по футболу — 1994/1995
- Чемпионат Мексики по футболу — 1995/1996
- Обладатель Кубка Мексики — 1994/1995
- Обладатель трофея Чемпион чемпионов Мексики — 1995